# Communauté de communes du Pays d'Huriel
La communauté de communes du Pays d'Huriel est une communauté de communes française, située dans le département de l'Allier en région Auvergne-Rhône-Alpes.

## Historique
Le schéma départemental de coopération intercommunale de l'Allier de 2015 prévoyait un remaniement de toutes les structures intercommunales du département, en n'en maintenant aucune sous leur forme actuelle. Il était proposé une fusion avec la communauté d'agglomération montluçonnaise et les communautés de communes du Pays de Tronçais, du Val de Cher (Saint-Vitte exclue) et du Pays de Marcillat-en-Combraille (Virlet exclue).
Adopté en mars 2016, le schéma propose le maintien en l'état de la structure intercommunale.

## Territoire communautaire

### Géographie
La communauté de communes du Pays d'Huriel est située à l'ouest du département de l'Allier. Elle jouxte la communauté d'agglomération montluçonnaise au sud-est, la communauté de communes du Val de Cher au nord-est ; dans le département limitrophe du Cher (région Centre-Val de Loire), les communautés de communes Terres du Grand Meaulnes au nord et Boischaut-Marche au nord-ouest ; dans le département limitrophe de la Creuse (région Nouvelle-Aquitaine), les communautés de communes du Pays de Boussac au sud-ouest et d'Évaux-les-Bains - Chambon-sur-Voueize au sud.
Le territoire communautaire est traversé par la route départementale 943 (liaison de Châteauroux à Montluçon traversant les communes de Courçais et La Chapelaude), ainsi que par la route départementale 916 reliant Boussac à l'agglomération montluçonnaise. À l'écart des grands axes nationaux, le territoire bénéficie pourtant d'accès depuis la route nationale 145 (échangeurs no 41 de Lamaids, no 39 de Domérat, tous deux desservant Huriel, et no 38 pour La Chapelaude).

### Composition
La communauté de communes est composée des 14 communes suivantes :

| Nom                 | Code Insee | Gentilé         | Superficie (km2) | Population (dernière pop. légale) | Densité (hab./km2) |
| ------------------- | ---------- | --------------- | ---------------- | --------------------------------- | ------------------ |
| Huriel (siège)      | 03128      | Huriélois       | 34,92            | 2 568 (2022)                      | 74                 |
| Archignat           | 03005      |                 | 24,35            | 336 (2022)                        | 14                 |
| Chambérat           | 03051      | Chambératois    | 28,37            | 279 (2022)                        | 9,8                |
| La Chapelaude       | 03055      | Chapelaudois    | 28,6             | 941 (2022)                        | 33                 |
| Chazemais           | 03072      |                 | 29,1             | 504 (2022)                        | 17                 |
| Courçais            | 03088      | Courcillots     | 26,51            | 309 (2022)                        | 12                 |
| Mesples             | 03172      | Mesplois        | 15,3             | 125 (2022)                        | 8,2                |
| Saint-Désiré        | 03225      |                 | 41,89            | 429 (2022)                        | 10                 |
| Saint-Éloy-d'Allier | 03228      |                 | 12,83            | 56 (2022)                         | 4,4                |
| Saint-Martinien     | 03246      | Martinusiens    | 25,48            | 595 (2022)                        | 23                 |
| Saint-Palais        | 03249      | Saint-Palaisins | 20,3             | 157 (2022)                        | 7,7                |
| Saint-Sauvier       | 03259      |                 | 31,47            | 324 (2022)                        | 10                 |
| Treignat            | 03288      | Treignacois     | 28,94            | 416 (2022)                        | 14                 |
| Viplaix             | 03317      | Viplaisiens     | 30,4             | 293 (2022)                        | 9,6                |

### Démographie
| 1968  | 1975  | 1982  | 1990  | 1999  | 2008  | 2013  |
| ----- | ----- | ----- | ----- | ----- | ----- | ----- |
| 8 856 | 7 706 | 7 425 | 7 554 | 7 153 | 7 394 | 7 705 |

| Hommes | Classe d’âge | Femmes |
| ------ | ------------ | ------ |
| 0,6    | 90 ans ou +  | 1      |
| 8,5    | 75 à 89 ans  | 11,3   |
| 18,8   | 60 à 74 ans  | 17,8   |
| 21,8   | 45 à 59 ans  | 21,7   |
| 19,3   | 30 à 44 ans  | 18,9   |
| 12,2   | 15 à 29 ans  | 11,3   |
| 18,9   | 0 à 14 ans   | 18     |

| Hommes | Classe d’âge | Femmes |
| ------ | ------------ | ------ |
| 0,8    | 90 ans ou +  | 2,1    |
| 9,5    | 75 à 89 ans  | 13,9   |
| 18,6   | 60 à 74 ans  | 18,9   |
| 21,5   | 45 à 59 ans  | 20,4   |
| 17,6   | 30 à 44 ans  | 16,5   |
| 15,2   | 15 à 29 ans  | 13,3   |
| 16,8   | 0 à 14 ans   | 14,9   |

## Administration

### Siège
Le siège de la communauté de communes est situé à Huriel.

### Les élus
La communauté de communes est gérée par un conseil communautaire composé de 31 membres représentant chacune des communes membres et élus habituellement pour une durée de six ans.
Ils sont répartis comme suit, :
| Nombre de délégués | Communes                                                                                  |
| ------------------ | ----------------------------------------------------------------------------------------- |
| 6                  | Huriel                                                                                    |
| 3                  | La Chapelaude, Saint-Martinien                                                            |
| 2                  | Archignat, Chambérat, Chazemais, Courçais, Saint-Désiré, Saint-Sauvier, Treignat, Viplaix |
| 1                  | Mesples, Saint-Éloy-d'Allier, Saint-Palais                                                |

Par l'arrêté préfectoral no 2674/2019 du 30 octobre 2019, le conseil communautaire comptera 28 membres à la suite du renouvellement des conseils municipaux. La répartition des délégués par commune est la suivante :
| Nombre de délégués | Communes                                                                            |
| ------------------ | ----------------------------------------------------------------------------------- |
| 6                  | Huriel                                                                              |
| 3                  | La Chapelaude                                                                       |
| 2                  | Chazemais, Saint-Désiré, Saint-Martinien, Saint-Sauvier, Treignat                   |
| 1                  | Archignat, Chambérat, Courçais, Mesples, Saint-Éloy-d'Allier, Saint-Palais, Viplaix |

Le conseil communautaire du 29 avril 2014, tenu à Treignat, a réélu son président, Michel Tabutin (maire de Chazemais et conseiller départemental du canton d'Huriel), et désigné ses six vice-présidents qui sont :
- Marie-Pascale Mervaux (élue à Saint-Martinien[9]) : enfance, jeunesse et animation ;
- Alain Dubreuil (élu à La Chapelaude[9]) : solidarités, diversité et santé ;
- Jean-Elie Chabrol (élu à Huriel[9]) : économe, emploi et insertion ;
- Alain Lhopiteau (élu à Mesples[9]) : environnement ;
- Pierre Martin (élu à Chambérat[9]) : tourisme et agriculture ;
- Jean-Michel Dumontet (élu à Viplaix[9]) : patrimoine communautaire.

### Liste des présidents
| Période      | Période      | Identité          | Étiquette | Qualité                                                                                             |
| ------------ | ------------ | ----------------- | --------- | --------------------------------------------------------------------------------------------------- |
| juin 2001    | juillet 2020 | Michel Tabutin    | PCF       | Maire de Chazemais (1983-2020) Conseiller général puis départemental du canton d'Huriel (1994-2021) |
| juillet 2020 | En cours     | Jean-Elie Chabrol | DVG       | Conseiller municipal d'Huriel                                                                       |

### Compétences
L'intercommunalité exerce des compétences qui lui sont déléguées par les communes membres.
Les deux compétences obligatoires exercées par la communauté de communes sont les suivantes :
- développement économique : portage de contrats de développement, création et gestion de zones artisanales, construction, acquisition et rénovation de bâtiments pour l'accueil d'entreprises artisanales et industrielles ;
- aménagement de l'espace : élaboration du schéma de cohérence territoriale, étude pour la mise en place d'une zone de développement éolien, gestion d'un service environnement.

Les compétences optionnelles sont les suivantes :
- logement et cadre de vie : soutien au développement du logement locatif, service de repas à domicile, amélioration du cadre de vie, conduite d'actions d'animations collectives ;
- tourisme.

Les compétences facultatives sont la coopération décentralisée, la collecte et le traitement des ordures ménagères, la création et la gestion d'un relais d'assistantes maternelles, ou encore le développement de l'enseignement musical.

### Régime fiscal et budget
La communauté de communes applique la fiscalité additionnelle.

## Projets et réalisations
La communauté de communes a aménagé deux zones d'activités, la zone des Richardes à Huriel et la zone de Souvol à La Chapelaude.

### Sources
- SPLAF (Site sur la Population et les Limites Administratives de la France)
- Fiche dans la base nationale sur l'intercommunalité
- Dossier complet sur le site de l'Insee